# Mahassine Siad
Mahassine Zerouali Siad, née le 2 janvier 1988, est une joueuse marocaine de volley-ball et de beach-volley.

## Carrière
Elle est sixième du Championnat d'Afrique féminin de volley-ball 2019 puis remporte la médaille de bronze des Jeux africains de 2019 avec l'équipe du Maroc féminine de volley-ball.
Elle est médaillée d'argent avec Imane Yakki aux Championnats d'Afrique de beach-volley en 2022 à Agadir puis médaillée d'or avec Dina El Ghazoui en 2025 à Tétouan.